# Санду, Кристина
Кристина Михаэла Санду (рум. Cristina Mihaela Sandu; род. 4 марта 1990, Бухарест) — румынская легкоатлетка, специалистка по тройным прыжкам и прыжкам в длину. Выступала на профессиональном уровне в 2004—2018 годах, победительница Европейского юношеского Олимпийского фестиваля, серебряная призёрка чемпионата Европы среди юниоров, бронзовая призёрка Франкофонских игр, участница ряда крупных международных турниров.

## Биография
Кристина Санду родилась 4 марта 1990 года в Бухаресте, Румыния. Занималась лёгкой атлетикой во время учёбы в столичной средней школе № 190, выступала на крупных соревнованиях национального уровня начиная с 2004 года.
Впервые заявила о себе в лёгкой атлетике на международном уровне в сезоне 2005 года, когда вошла в состав румынской сборной и выступила на юношеском мировом первенстве в Марракеше, где в зачёте прыжков в длину заняла 11-е место.
В 2006 году прыгала в длину на юниорском мировом первенстве в Пекине, в финал не вышла.
В 2007 году в той же дисциплине стала девятой на юношеском мировом первенстве в Остраве. Принимала участие в Европейском юношеском Олимпийском фестивале в Белграде — показала здесь четвёртый результат в прыжках в длину и одержала победу в тройных прыжках.
На юниорском мировом первенстве 2008 года в Быдгоще заняла девятое место в прыжках в длину, тогда как в тройных прыжках выйти в финал не смогла.
В 2009 году на юниорском европейском первенстве в Нови-Саде была пятой и второй в прыжках в длину и тройных прыжках соответственно. На Франкофонских играх в Бейруте выиграла бронзовую медаль в прыжках в длину, а в тройных прыжках провалила все свои попытки.
В 2011 году среди прочего прыгала в длину на чемпионате Европы в помещении в Париже, на молодёжном европейском первенстве в Остраве. На зимнем чемпионате Румынии в Бухаресте взяла бронзу в прыжках в длину, установив при этом свой личный рекорд — 6,54 метра.
На чемпионате Европы 2012 года в Хельсинки не смогла выйти в финал программы прыжков в длину.
Будучи студенткой, в 2013 году представляла Румынию на Всемирной Универсиаде в Казани — в финале прыгнула в длину на 6,20 метра, закрыв десятку сильейших.
В 2014 году на домашних соревнованиях в Клуж-Напоке установила личный рекорд в тройном прыжке — 13,99 метра. На чемпионате Европы в Цюрихе заняла 12-е место в той же дисциплине.
В 2015 году прыгала тройным на чемпионате Европы в помещении в Праге, в финал не вышла.
Завершила спортивную карьеру по окончании сезона 2018 года.